# Karnes City (Texas)
Karnes City es una ciudad ubicada en el condado de Karnes en el estado estadounidense de Texas. En el Censo de 2010 tenía una población de 3.042 habitantes y una densidad poblacional de 550,39 personas por km². La ciudad fue nombrada en honor a Henry Karnes de la Revolución de Texas. Karnes está a 24 millas (39 km) al sureste de Floresville y a 54 millas (87 km) al sureste de San Antonio en la autopista 181.

## Geografía
Karnes City se encuentra ubicada en las coordenadas 28°53′13″N 97°53′58″O / 28.88694, -97.89944. Según la Oficina del Censo de los Estados Unidos, Karnes City tiene una superficie total de 5.53 km², de la cual 5.45 km² corresponden a tierra firme y (1.36%) 0.08 km² es agua.

## Demografía
Según el censo de 2010, había 3.042 personas residiendo en Karnes City. La densidad de población era de 550,39 hab./km². De los 3.042 habitantes, Karnes City estaba compuesto por el 70.91% blancos, el 3.81% eran afroamericanos, el 0.62% eran amerindios, el 0.03% eran asiáticos, el 0% eran isleños del Pacífico, el 22.98% eran de otras razas y el 1.64% pertenecían a dos o más razas. Del total de la población el 65.25% eran hispanos o latinos de cualquier raza.